# Wegekreuz Schillingsstraße

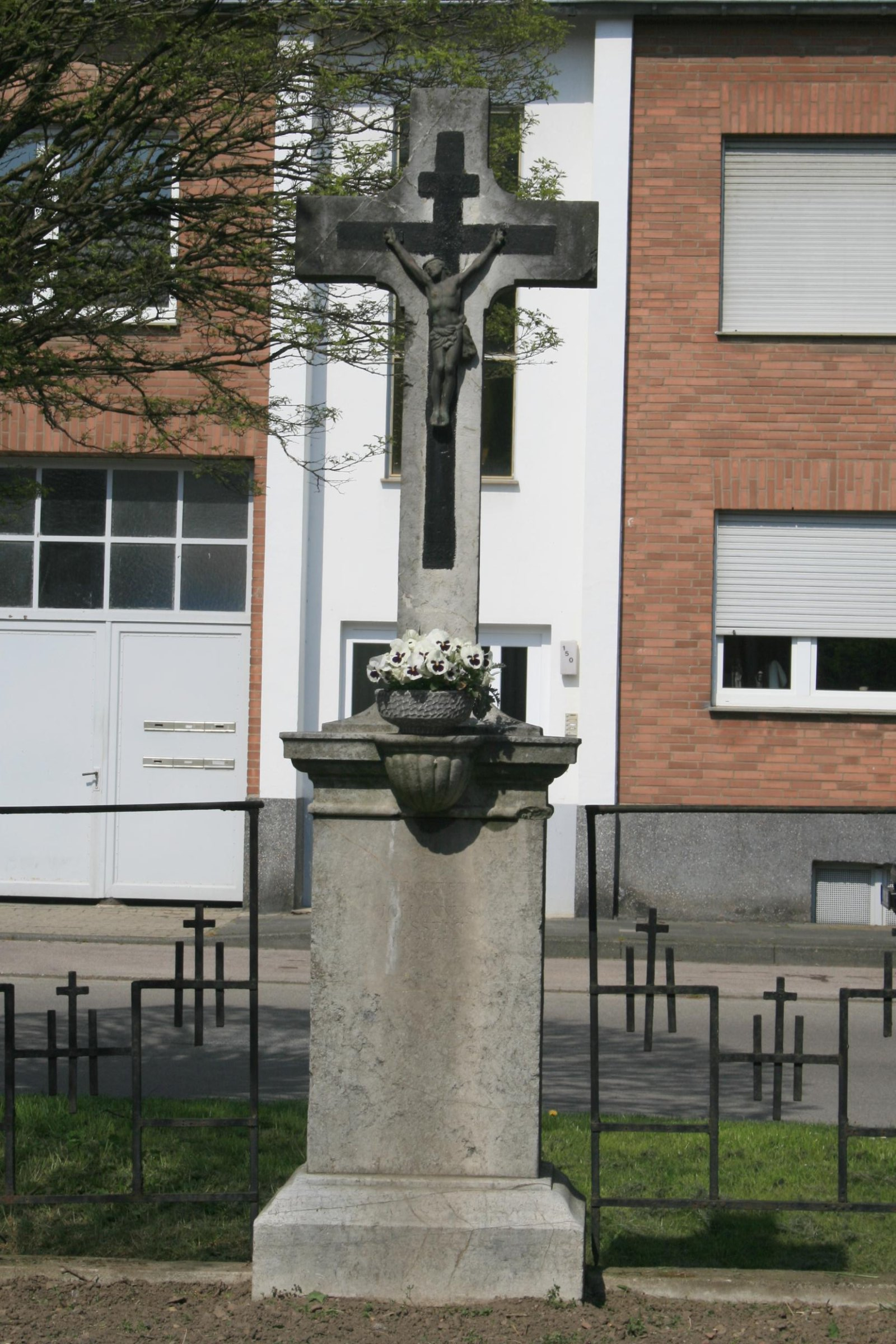

Das Wegekreuz Schillingsstraße steht im Dürener Stadtteil Gürzenich gegenüber dem Haus Schillingsstraße 161.
Das Flurkreuz wurde nach einer inschriftlichen Datierung im Jahre 1853 erbaut.
Das etwa 3 m hohe Wegekreuz aus Blaustein hat eine Stifterinschrift im Kreuzespfeiler. Das Kreuz hat Eckrundungen und ist mit einem neueren Korpus versehen.
Das Bauwerk ist unter Nr. 6/010 in die Denkmalliste der Stadt Düren eingetragen.